# Goldbergovy variace
Goldbergovy variace (česky někdy též uváděno jako Goldbergovské variace, německy: Goldberg-Variationen, BWV 988) je cyklus klavírních skladeb německého skladatele Johanna Sebastiana Bacha z roku 1741 (v tomto roce vyšlo pod názvem „Clavierübung“ - Klavírní cvičení). Jsou jedním z mála Bachových děl vydaných ještě za jeho života. Spolu s Passacagliou pro varhany a Chaconnou pro housle patří ke třem nejlepším příkladům Bachova variačního umění.

## Okolnosti vzniku a první vydání
Johann Theophilus Goldberg byl mimořádně nadaný mladý klavírista i skladatel. Od roku 1741 studoval u Johanna Sebastiana Bacha. Goldberg hrával knížeti Hermannovi Carlovi von Keyserlingovi za bezesných nocí. Ten si objednal u Bacha hudbu k těmto nočním koncertům a Bach napsal variace, které jsou vlastně začátkem novodobých dějin variací a zároveň jsou i jedním z nejkrásnějších a největších děl svého druhu.
Johann Sebastian Bach vydal Goldbergovy variace v roce 1741 v nakladatelství Balthasara Schmida v Norimberku pod názvem Clavier Ubung bestehend in einer ARIA mit verschiedenen Verænderungen vors Clavicimbal mit 2 Manualen (Klavírní cvičení sestávající z árie s rozmanitými variacemi pro cembalo se dvěma manuály). Dodnes se dochovalo 19 výtisků tohoto prvního vydání.

## Struktura
Árie, která je tématem těchto variací, je zachycena už v druhé Knížce pro Annu Magdalenu Bachovou. Je melodicky tak bohatá, že je pravděpodobně už variací melodie, kterou Bach uvádí jako doprovod v levé ruce v 26. variaci. Golbergovy variace obsahují tuto árii a 30 variací. Variace by bylo možné podle obsahu rozdělit na klavírní a kontrapunktické studie. Základem, ze kterého se variace odvíjejí, není ani tak melodie, ale především basová linie, kterou Bach v jednotlivých variacích značně modifikuje, ale základní harmonie však zůstává. Jedná se o sled harmonií, daných árií, který se třicetkrát opakuje.
Árie má 32 taktů, dvojdílnou formu, hlavní tónina je G dur. Bach přísně dodržuje i formu jednotlivých variací, jen šest variací nedodržuje počet taktů árie. Z toho vyplývá, že jsou to variace ornamentální a je v nich patrná velká fantazie a variační umění J.S. Bacha. Variace ani zdánlivě nevyznívají fádně a jednotvárně, tvoří kompaktní celek. Jsou zpracovány čistě kontrapunkticky, jsou vlastně kontrapunktickou formou, která se stala vzorem pro následující generace skladatelů.
- Variace č. 1 – je velmi jednoduše imitačně zpracovaná, Allegro začíná postupně vtahovat posluchače do nálady tohoto díla.
- Variace č. 2 – je také volná imitace, tentokrát však už trojhlasná.
- Variace č. 3 – je kánonem v unisonu, je lyrická.

S výjimkou prvních a posledních tří variací Bach seskupuje variace do trojic tak, že první variace každé trojice má ráz charakteristické skladby, ve druhé z trojice převládá virtuózní složka a třetí je variace kánonická (kontrapunktická studie).
- Variace č. 4 – je taneční v 3/8 taktu.
- Variace č. 5 – melodie se nachází v basu a pravá ruka zde představuje virtuózní složku – figurace, které vytvářejí jiskřivé pozadí.
- Variace č. 6 – kánon v sekundě.
- Variace č. 7 – je také taneční, v 6/8 taktu, má charakter siciliana. Připomíná symfonii z Vánočního oratoria.
- Variace č. 8 – je založena na ostinátních figuracích.
- Variace č. 9 – kánon v tercii, trojhlasný.
- Variace č. 10 – je Fughetta I. alla breve, kde Bach velmi přehledným, ale efektivním způsobem zpracovává téma (má také trojhlasné zpracování).
- Variace č. 11 – vychází z osmé variace, je rytmicky obohacena.
- Variace č. 12 – kánon v kvartě.
- Variace č. 13 – je inspirovaná áriovou melodikou, je stylizována jako sólo v pravé ruce a melodický doprovod v levé ruce.
- Variace č. 14 – vidíme v ní krásné prolínání melodie s doprovodem vyměňující si navzájem polohy.
- Variace č. 15 – je kánon v intervalu kvinty. Připomíná Bachův chorál „O Lamm Gottes unschuldig“.
- Variace č. 16 – je svým charakterem francouzská ouvertura bez pomalého závěru. Prvý díl je grave s figuracemi typickými pro tento druh, quasi druhý díl tvoří fughetta II. v rychlém tempu.
- Variace č. 17 – mohli bychom ji označit za etudu lomených intervalů (tercií).
- Variace č. 18 – kánon v sextě. Tempo giusto je pro kánony dost neobvyklé.
- Variace č. 19 – je stylizována do třídobého tance, připomíná nám ländler – tanec v té době ještě neexistující.
- Variace č. 20 – nám může připomenout variaci č. 14, ale rytmicky je složitější (zajímavá je synkopická úprava). Je založena na permutačním kontrapunktu.
- Variace č. 21 – je chromatický kánon v intervalu septimy.
- Variace č. 22 – je inspirovaná italskou vokální hudbou. Formou to je fugato (čtyřhlas).
- Variace č. 23 – je studií, jak efektivně vyřešit problémy tercií paralelních, v protipohybu, dokonce i dvojitých. U Bacha není žádný technický problém samoúčelný, stává se spíše formotvornou součástí kompozice.
- Variace č. 24 – kánon v oktávě.
- Variace č. 25 – je adagio inspirované duchovní pašijovou hudbou, výrazová stránka je v této variaci dominantní, charakterově vyjadřuje velkou bolest.
- Variace č. 26 – muzikologové se domnívají, že se zde nachází původní téma těchto variací (doprovod v levé ruce). Technickým problémem pro interpreta se stává překřížení rukou.
- Variace č. 27 – kánon v intervalu nóny. Druhou část této variace tvoří inverze předcházejícího dílu.
- Variace č. 28 – řeší efektivním způsobem problém trylku i dvojitého, ale tak, že trylek se stává nosným výrazovým prostředkem (prvkem).
- Variace č. 29 – je po rytmické stránce velmi různorodá, po technické stránce upozorňuje na problém akordického trylku.
- Variace č. 30 – quodlibet, v které Bach kánonicky zpracovává údajně dvě lidové písně s jednoduchým harmonickým doprovodem.

Dílo se v závěru uklidňuje opět hlavním tématem – Árií.
Pro interpreta je toto dílo velmi „nepříjemné“, obsahuje totiž všechny technické problémy. Vyžaduje obrovský citový vklad, pochopení díla a intelektuální nadhled. Dalším z problémů je časově dlouhý rozsah díla, který kromě maximální koncentrace vyžaduje i velké množství fyzických sil. Pro klavíristu je psychické a fyzické napětí při interpretaci Golbergových variací stejně velké, jako při klavírním recitálu. Ferruccio Busoni ještě „upravil“ – značně zkomplikoval toto dílo, asi v zájmu efektu, avšak není to potřebné. Toto dílo je tak náročné, že se ani v Busoniho úpravě nehraje.